# Le Montellier

Le Montellier este o comună în departamentul Ain din estul Franței.